# Forest Oaks (Carolina del Norte)
Forest Oaks es un lugar designado por el censo ubicado en el condado de Guilford en el estado estadounidense de Carolina del Norte. La localidad en el año 2000, tenía una población de 3.241 habitantes en una superficie de 13,2 km², con una densidad poblacional de 246,6 personas por km².En el año 2010, tenía una población de 3.890.

## Geografía
Forest Oaks se encuentra ubicado en las coordenadas 35°59′1″N 79°42′17″O / 35.98361, -79.70472. Según la Oficina del Censo, la localidad tiene un área total de 13,2 km² (5,1 mi²), de la cual 13,1 km² (5,1 mi²) es tierra y 0,1 km² (0 mi²) (0.78%) es agua.

### Localidades adyacentes
El siguiente diagrama muestra a las localidades en un radio de 16 kilómetros (9,9 mi) de Forest Oaks.

## Demografía
En el 2000 la renta per cápita promedia del hogar era de $61.827, y el ingreso promedio para una familia era de $67.159. El ingreso per cápita para la localidad era de $25.682. En 2000 los hombres tenían un ingreso per cápita de $45.313 contra $29.980 para las mujeres. Alrededor del 4.70% de la población estaba bajo el umbral de pobreza nacional.